# خاطرات یک فرشته ناقص
خاطرات یک فرشته ناقص (انگلیسی: Memoirs of an Imperfect Angel) دوازدهمین آلبوم استودیویی از خواننده-ترانه‌نویس و تهیه‌کننده آمریکایی ماریا کری است. این آلبوم در ۲۹ سپتامبر ۲۰۰۹ توسط آیلند رکوردز منتشر شد. به گفته کری، این آلبوم خاطرات یک فرشته ناقص را بیان می‌کند که «بالادهای بزرگی» خواهد داشت و «هر ترانه عکس لحظه ای از یک داستان او است».
این آلبوم پس از انتشار نقدهای مثبتی را از طرف منتقدان موسیقی دریافت کرد. از نظر تجاری، این آلبوم با فروش ۱۶۸٬۰۰۰ نسخه در هفته اول، در جایگاه سوم جدول بیلبورد ۲۰۰ ایالات متحده قرار گرفت و در پنج کشور دیگر در بین ده آلبوم برتر قرار گرفت. کری همان سال برای تبلیغ آلبوم، ترانه‌هایی را در امریکاز گات تلنت، شوی اپرا و امروز اجرا کرد.